# WWF Danimarca
Il WWF Danimarca (nome ufficiale in danese WWF Verdensnaturfonden) è la filiale danese del World Wide Fund for Nature.

## Storia
Nel 1972 il principe Henrik, marito della regina Margherita II, riunì trentacinque influenti personalità al palazzo di Fredensborg; fondarono l'organizzazione con l'obiettivo di raccogliere fondi per la IUCN.
Alla fine degli anni '70 l'organizzazione riconobbe il bisogno di compiere sforzi maggiori per la conservazione dell'ambiente danese, come nel caso del mare dei Wadden. Negli anni '80 decise di espandere il proprio raggio d'azione oltre i confini nazionali, cominciando ad operare a livello globale. Tra le motivazioni, ad esempio, il bisogno di proteggere gli invernali habitat africani degli uccelli migratori danesi, messi a rischio dalla pressione demografica.

## Organizzazione

### Presidenti
- Henri de Laborde de Monpezat (1972-2018)[4]
- Mary Donaldson (dal 2020)[4]

### Consiglio di Amministrazione
Il Consiglio di Amministrazione gestisce l'organizzazione, può essere formato dai sette agli undici membri, che a giugno 2023 sono i seguenti:
- Presidente: Mads Kann-Rasmussen;
- Vice presidente: Carsten Rahbek;
- Nils Smedegaard Andersen;
- Johan Løje;
- Lars Raunholt Eismark;
- Peter Bonne Eriksen;
- Signe Normand;
- Eline Lorenzen;
- Louise Münter.

### Presidium
Il Presidium si riunisce ogni due anni e ha il compito di eleggere il presidente e il suo vice del Consiglio di Amministrazione. È composto da un massimo di 60 membri, che possono essere organizzazioni e personalità pubbliche.

### Comitato scientifico
Il Comitato scientifico si riunisce quattro volte all'anno e ha il compito di discutere con il WWF sugli argomenti d'interesse dell'organizzazione. Ne fanno parte dei ricercatori danesi, che a giugno 2023 sono i seguenti:
- Presidente: Carsten Rahbek;
- Signe Normand;
- Kristine Bohmann;
- Aske Skovmand Bosselmann;
- Finn Danielsen;
- Henrik Gislason;
- Jørgen Hansen;
- Stig Jensen;
- Lene Lange;
- Eline Lorenzen;
- Peter Rask Møller;
- Jesper Raakjær;
- Ida Theilade.

## Attività
Il WWF Danimarca lavora sul territorio nazionale attraverso quattro progetti, volti a ripristinare e proteggere le aree e le specie compromesse. A livello internazionale opera con altri progetti di lunga durata, come quelli che vennero attivati tra gli anni ottanta e novanta in Cina, in Africa centrale o per fermare il traffico illegale di animali selvatici.
È impegnato anche nella gestione sostenibile delle risorse, nella lotta al bracconaggio e, in Danimarca come all'estero, nella collaborazione con le aziende e nella pressione politica.